# Archiconchoecia apertesulcata
Archiconchoecia apertesulcata är en kräftdjursart som beskrevs av V. G. Chavtur 2003. Archiconchoecia apertesulcata ingår i släktet Archiconchoecia och familjen Halocyprididae. Inga underarter finns listade i Catalogue of Life.